# Sphaerodactylus epiurus
Sphaerodactylus epiurus — вид геконоподібних ящірок родини Sphaerodactylidae. Ендемік Домініканської Республіки.

## Поширення і екологія
Sphaerodactylus epiurus відомі з типової місцевості, розташованої на південному сході гір Східного хребта в провінції Ла-Альтаграсія. Вони живуть серед карстових вапнякових скель, на висоті від 100 до 290 м над рівнем моря. Відкладають яйця.

## Збереження
МСОП класифікує цей вид як такий, що перебуває на межі зникнення. Sphaerodactylus epiurus загрожує знищення природного середовища. 